# Kepon halimi
Kepon halimi är en kräftdjursart som beskrevs av Stebbing1910. Kepon halimi ingår i släktet Kepon och familjen Bopyridae. Inga underarter finns listade i Catalogue of Life.